# おかざき真里
おかざき 真里（おかざき まり、本名・岡崎 真里、1967年6月15日 - ）は、日本の漫画家、イラストレーター。女性。既婚。伯父は天文学者の森本雅樹。妹は岡崎酒造の杜氏（12代目蔵元）の岡崎美都里。

## 来歴
長野県上田市に生まれる。大阪府と兵庫県で育つ。実家は柳町の老舗の造り酒屋・岡崎酒造で、現在は実妹が杜氏を務めている。
長野県上田高等学校を経て、多摩美術大学美術学部デザイン科グラフィックデザイン専攻を卒業後、博報堂に入社。制作局でCMプランナーやデザイナーの仕事に携わりながら執筆活動を続け、1994年に「バスルーム寓話」で『ぶ〜け』（集英社）新人長編部門第1席を受賞し漫画家デビュー。2000年、結婚を機に退職。『ぶ〜け』や『クッキー』（いずれも集英社）や『フィールヤング』（祥伝社）で活躍。作品はアメリカ、フランス、台湾などでも出版されている。イラストレーターのオカザキマリとしても活動。代表作は『サプリ』『渋谷区円山町』など。

## 作品リスト

### 漫画作品
- マリーン（1988年11月、ラポート、短編集） 雑誌54810-17
  1. 月に濡れたおとぎばなし
  2. 海の吐息を聴け
  3. 風が語るだろう
  4. むかしばなしを聞いた夜
  5. たとえばこんなむかしばなし
  6. Illustration
  7. 夜のお茶会
  8. おかざき真里の1.5次元倶楽部
  9. Illustration
  10. 幽霊が夜あるくわけ
  11. Illustration
  12. ハートじかけのオレンヂ
  13. Illustration
  14. 奇人クラブPart.2 A LONG TIME AGO
  15. ニューヨーク！アナーキー
  16. あとがき
- 冬虫夏草（1994年1月、ラポート、短編集） ISBN 4-89799-115-3
  1. 羽化を待つ人
  2. 海馬兎
  3. 月下綺譚
  4. 失楽園
  5. 冬虫夏草
  6. おしまいの話
- シャッターラブ（1998年、集英社、全1巻）
- BX（1999年、集英社、全1巻）
- バスルーム寓話（2000年、飛鳥新社、短編集）
- 彼女が死んじゃった。（一色伸幸原作、2000年、集英社、既刊2巻）
- やわらかい殻（2001年、集英社、全1巻）
- セックスのあと男の子の汗はハチミツのにおいがする（2002年、祥伝社）全1巻
- 12ヶ月（2002年、集英社、前編・後編）
- サプリ（2004年 - 2010年、祥伝社、全10巻）
- 渋谷区円山町（2004年、集英社、全1巻）
  - 渋谷区円山町 桜（2007年、集英社、全1巻）
  - 渋谷区円山町 浪人吾郎（2009年、集英社、全1巻）
  - 渋谷区円山町 百花繚乱（2010年、集英社、全1巻）
- 銀になる（2006年、集英社、全1巻）
- サプリ Extra（2010年、祥伝社、全1巻）
- & -アンド-（2010年 - 2014年、祥伝社、全8巻）
- Girl's 寓話（2011年、集英社文庫、短編集）
- 友だち以上（2012年、集英社、全1巻）
  - 友だち以上〜わかんない〜（2012年 - 、集英社）
- 阿・吽（『月刊!スピリッツ』2014年7月号 - 2021年7月号、小学館、全14巻）
- ずっと独身でいるつもり?（原作：雨宮まみ、2015年、祥伝社、全1巻）
- かしましめし（2017年 - 、祥伝社、既刊7巻）
- あなたに聴かせたい歌があるんだ（原作：燃え殻、『週刊SPA!』2021年9月21日・28日合併特大号[3] - 12月28日・1月4日合併号[4]、扶桑社、全1巻）[3]
- 胚培養士ミズイロ（『ビッグコミックスピリッツ』2022年44号 - 連載中、小学館、既刊7巻）

### その他
- エッセイ漫画
  - 新ご出産！（2003年、ゴマブックス、全1巻） - 複数の漫画家の出産体験談を集めたエッセイ漫画
  - 私の結婚式！（2006年、飛鳥新社、全1巻） - 結婚式の体験談についてのエッセイ漫画
  - 祝ご出産！（2006年、飛鳥新社、全1巻） - 第2子の妊娠・出産についてのエッセイ漫画
  - ハナマルご出産！（2008年、飛鳥新社、全1巻） - 複数の漫画家の出産体験談を集めたエッセイ漫画
  - ひねもす暦 ほのぼの家族の子育て日記。（2010年 - 、マガジンハウス、既刊2巻） - 自身の育児エッセイ漫画
- イラスト
  - 『I miss you...』（2006年、ディスカヴァー・トゥエンティワン）ISBN 978-4-924751-56-9
  - 菊池誠、小峰公子『いちから聞きたい放射線のほんとう： いま知っておきたい22の話』（2014年、筑摩書房）ISBN 978-4-480-86079-8
  - 中村ゆい『ペパーミントホイップ』（2016年、KADOKAWA/アスキー・メディアワークス 魔法のiらんど文庫）ISBN 978-4-04-865767-9

## ドラマ化/映画化作品
- 『彼女が死んじゃった。』は、2巻刊行後に連載が中断された。TVドラマ化を機会に連載再開したが、再度連載は中断され、未完となっている。
- 『サプリ』は、2006年に月9でドラマ化された。
- 『渋谷区円山町』は、2007年3月に映画化。
- 『ずっと独身でいるつもり?』は2021年11月に映画化[5]。
- 『かしましめし』は、2023年にドラマプレミア23でドラマ化された。